# Nuoro
Nuoro este o comună din provincia Nuoro, regiunea Sardinia, Italia, cu o populație de 36.923 de locuitori și o suprafață de 192,06 km².

## Demografie
Nuoro - evoluția demografică

|  | Graficele sunt indisponibile din cauza unor probleme tehnice. Mai multe informații se găsesc la Phabricator și la wiki-ul MediaWiki. |

Date: Recensăminte sau birourile de statistică - grafică realizată de Wikipedia